# Woodcraft
Die Woodcraft-Bewegung ist eine von Ernest Thompson Seton entwickelte Erziehungsbewegung, die auf dem Leben in Zeltlagern, Naturerlebnis und handwerklicher Betätigung basiert. In sein Konzept integrierte Seton zahlreiche Elemente, die er den nordamerikanischen Indianern verdankte bzw. zuschrieb. 1902 gründete er die Woodcraft Indians, die zahlenmäßig schnell anwuchsen und ab 1910 mit Setons Einverständnis und Mitarbeit in den Boy Scouts of America (BSA) aufgingen. 
In den USA wurden Setons Ideen in der dortigen, 1910 entstandenen Pfadfinderbewegung (Boy Scouts of America, BSA) verwendet, daneben begeisterte das erlebnispädagogische und jugendgemäße "Indianertum" zahlreiche Organisationen in anderen Ländern. In Großbritannien gründete der Quäker und Pazifist Ernest Westlake 1916 den Order of Woodcraft Chivalry als Abspaltung der Scout Association. Wenig später entwickelte der Pfadfinderführer John Hargrave Setons Ideen weiter und gründete 1920 die Kindred of Kibbo Kift. Nach Setons Trennung von der Pfadfinderbewegung entstand 1915 in den USA die Woodcraft League of America unter seiner Führung, die nach kurzer Zeit 5.000 Mitglieder zählte.
Auch die Pfadfinderbewegungen in Deutschland, Luxemburg, Slowenien und der Tschechoslowakei übernahmen Elemente und Methoden von Woodcraft in ihre Arbeit. Hervorzuheben sind dabei die Fédération Nationale des Éclaireurs et Éclaireuses du Luxembourg, die Sturmtrupp-Pfadfinder, eine Deutsche Waldritterschaft und die Neupfadfinder in Deutschland, die um 1925 das Woodcraft-inspirierte Konzept der Stammeserziehung in die deutsche Pfadfinderarbeit einführten.
In der Zwischenkriegszeit entstanden in Europa vielfache Woodcraft-Gruppen. Größte Beachtung verdient dabei die tschechische bzw. slowakische Woodcraft-Liga (tschech. Liga Lesní Moudrost, slowak. Ligy lesnej múdrosti), die bereits 1912 vom Prager Pädagogen Miloš Seifert gegründet wurde. Obwohl sie mehr als ein halbes Jahrhundert verboten war, zuerst von den Nationalsozialisten und später von den Kommunisten, konnte die tschechoslowakische Woodcraft Liga im Verborgenen überleben und nach dem Fall des Kommunismus erneut öffentlich aktiv werden. Heute existieren in Tschechien und der Slowakei jeweils ein kleiner Verband mit Mitgliedern in allen Altersstufen. 
The Woodcraft Folk in Großbritannien ist entstand 1924 aus den drei Wurzeln Kindred of the Kibbo Kift, Pfadfinderbewegung und Genossenschaftsbewegung und arbeitet nach der Methode der Bildung von unten. Das Woodcraft Folk kooperiert mit sozialdemokratischen und sozialistischen Jugendverbänden und ist, wie SJD-Die Falken, dem International Falcon Movement angeschlossen. Eine weitere an Ernest Thompson Seton ausgerichtete britische Organisation ist der 1916 vom Naturforscher und Anthropologen Ernest Westlake (1855–1922) gegründete Order of Woodcraft Chivalry (OWC), der bis heute besteht. 
Außer in Großbritannien, der tschechischen Republik und der Slowakei gibt es auch in Polen kleine Organisationen, die sich der Woodcraft-Bewegung zurechnen. Die heutigen Forest-School-Camps (FSC) in den USA und Großbritannien verstehen sich als Erbe von Setons Woodcraft-Pädagogik. 
Das Ernest Thompson Seton Institute (ETSI) in den USA bzw. Kanada informiert und forscht zu Seton bzw. Woodcraft. 
Internationale Jugendtreffen hießen Woodcraft-Gatherings und trugen das einem indianischen Gruß entnommene Motto „Blue Skies“. 